# Mecysmauchenius segmentatus
Espèce
Mecysmauchenius segmentatus est une espèce d'araignées aranéomorphes de la famille des Mecysmaucheniidae.

## Distribution
Cette espèce se rencontre au Chili dans les régions d'Araucanie, des Lacs et de Magallanes, en Argentine dans les provinces de Río Negro, de Santa Cruz et de Terre de Feu et aux îles Malouines,,.

## Publication originale
- Simon, 1884 : Note complémentaire sur la famille des Archaeidae. Annali del Museo Civico di Storia Naturale di Genova, vol. 20, p. 373-380 (texte intégral).